# Franca Faldini
Franca Faldini (Roma, 1º febbraio 1931 – Roma, 22 luglio 2016) è stata un'attrice, giornalista e scrittrice italiana. 
Fu la compagna di Totò dal 1952 fino alla morte di lui nel 1967.

## Biografia

Franca Faldini insieme a Totò, durante una visita a L'ospizio dei trovatelli, il canile acquistato e finanziato da Totò.

Figlia unica, nacque in una famiglia ebraica della borghesia romana che fuggì in Toscana all'introduzione delle leggi razziali. Dopo aver incontrato casualmente Ben Stahl, era stata scelta dall'artista statunitense per rappresentare l'Italia nel suo Momento a Villa d'Este: emozioni dall'album di un pittore americano in viaggio per l'Europa, pubblicato su Esquire. Franca Faldini si recò dunque negli Stati Uniti, dove vinse a Hollywood il premio di Miss Cheesecake, dedicato alle attrici esordienti ed ebbe modo d'interpretare una piccolissima parte nel film Attente ai marinai!, apparendo in una scena dove bacia Jerry Lewis. Negli Stati Uniti visse due anni, e qui ebbe modo di conoscere Jane Russell, Marilyn Monroe, Gary Cooper e altri.
Il suo ritorno in Italia fu oggetto di un servizio della rivista Oggi, che attirò l'interesse di Totò, il quale iniziò a corteggiarla. Franca era poco più anziana di Liliana, la figlia che Totò aveva avuto nel 1933 dalla moglie. Totò e Franca furono additati come pubblici concubini e oggetto di pettegolezzi, per interrompere i quali finsero nel 1954 un matrimonio a Lugano. Nello stesso anno ebbero un figlio, Massenzio, che però morì durante il parto. La stessa Faldini, colpita da gestosi gravidica, rischiò la vita a causa di alcune complicazioni. Nel 1957 Franca Faldini rimase accanto a Totò durante la sua temporanea cecità e lo affiancò anche negli anni successivi, in cui l'attore recuperò solo parzialmente la vista.
Franca Faldini partecipò a molti film di successo al fianco di Totò (Totò e le donne, 1952; L'uomo, la bestia e la virtù, Un turco napoletano e Il più comico spettacolo del mondo, tutti del 1953; Dov'è la libertà...? e Miseria e nobiltà, 1954; Totò all'inferno e Siamo uomini o caporali, 1955), sebbene, per sua stessa affermazione, della carriera cinematografica non le importasse niente, tanto da rifiutare offerte di lavoro da parte di registi come Alessandro Blasetti e Vittorio De Sica e interromperla a metà anni cinquanta.
Dopo la morte del compagno, avvenuta nel 1967, la Faldini diventò giornalista e scrittrice. Nel 1977 scrisse il libro Totò: l'uomo e la maschera, realizzato insieme a Goffredo Fofi, in cui raccontava sia il lato artistico, sia la parte privata dell'attore, con l'intento principale di smentire alcune false affermazioni di scrittori e giornalisti sulla sua personalità. Ha successivamente collaborato con giornali e riviste e – sempre con Fofi – pubblicato alcuni libri su Totò e il cinema italiano. Tornò a recitare sul grande schermo per Alberto Sordi nell'ultimo film dell'attore e regista romano, Incontri proibiti (1998).
Sposata dal 1975 con il principe Niccolò Borghese, viveva a Roma nel quartiere Flaminio, dove morì all'età di 85 anni il 22 luglio 2016. I funerali furono celebrati a villa Benedetta il giorno dopo. Riposa nella cappella di famiglia al cimitero del Verano.

## Opere
- Franca Faldini e Goffredo Fofi, L'avventurosa storia del cinema italiano raccontata dai suoi protagonisti, Feltrinelli, Milano 1979.
- Franca Faldini e Goffredo Fofi, Totò, Pironti 1987, ISBN 8879370278.
- Franca Faldini, Roma Hollywood Roma. Totò, ma non soltanto, Baldini Castoldi Dalai, 1997, ISBN 9788880892502.
- Franca Faldini e Goffredo Fofi, Totò. L'uomo e la maschera, L'Ancora del Mediterraneo 2000, ISBN 8883250133.
- Franca Faldini e Goffredo Fofi, Totò. Storia di un buffone serissimo, Mondadori 2004, ISBN 8804529105.
- Traduttrice del romanzo western Track of the hunter (1971) di Lewis B. Patten  (edito da Longanesi & c. nel 1973 col titolo La vedova di Geronimo).

## Filmografia
- Attente ai marinai! (Sailor Beware), regia di Hal Walker (1952) – non accreditata
- Totò e le donne, regia di Steno e Mario Monicelli (1952)
- L'uomo, la bestia e la virtù, regia di Steno (1953)
- Un turco napoletano, regia di Mario Mattoli (1953)
- Il più comico spettacolo del mondo, regia di Mario Mattoli (1953)
- Dov'è la libertà...?, regia di Roberto Rossellini (1954)
- Miseria e nobiltà, regia di Mario Mattoli (1954)
- Totò all'inferno, regia di Camillo Mastrocinque (1955)
- Siamo uomini o caporali, regia di Camillo Mastrocinque (1955)
- Incontri proibiti, regia di Alberto Sordi (1998)

## Doppiatrici
- Rosetta Calavetta in Il più comico spettacolo del mondo
- Laura Gore in Miseria e nobiltà